# Роданж (місто)
Роданж (люксемб. Rodange, місцева назва — Réiden op der Kor, або Réideng, фр. Rodange, нім. Rodingen) — місто на півдні Люксембургу, в межах комуни Петанж кантону Еш-сюр-Альзетт. Лежить біля перетину державних кордонів Люксембургу, Франції і Бельгії. Населення становить 6900 осіб (2018). Місто є одним з центрів чорної металургії країни.

## Економіка
Промисловість представлена металургійним заводом (люксемб. Rodanger Schmelz), що спеціалізується на виробництві сортового прокату, зокрема арматури і підкранових рейок. Завод розташований безпосередньо на кордоні з Бельгією. Заснований 1872 року. З кінця 1970-х років доменне виробництво на заводі відсутнє. З 2008 року завод належить компанії «ArcelorMittal» і разом з металургійним заводом у Шиффланжі утворює об'єднане підприємство під назвою «АрселорМіттал Роданж і Шиффланж С. А.»
У минулому, коли на місцевому металургійному заводі при виробництві сталі використовувався томасівський процес, у місті працювала фабрика з виробництва фосфатних добрив на основі томасшлаку.

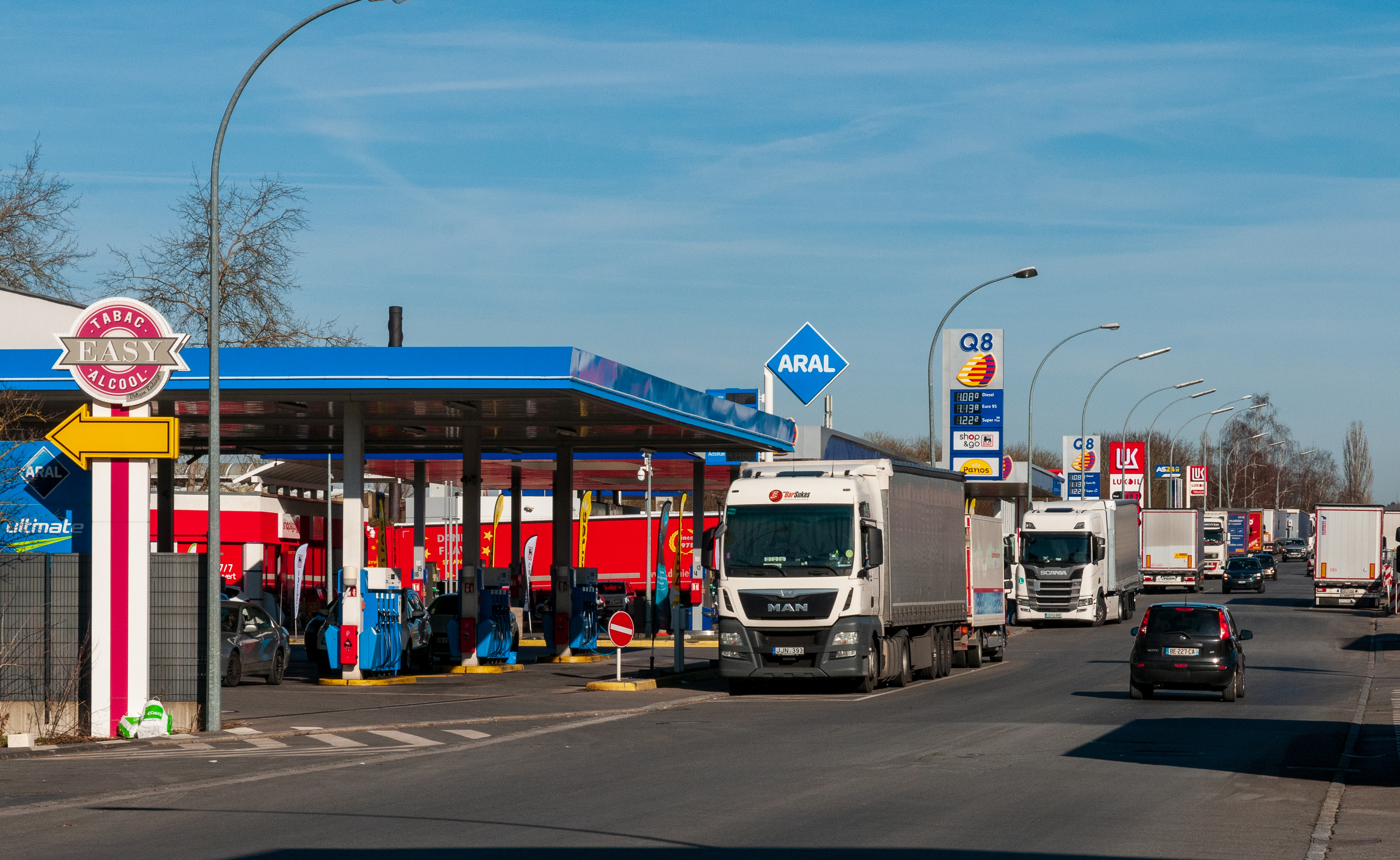
Ряди заправок на краю Роданжа біля кордону з Францією.

У місті також розвинута торгівля паливом, алкоголем, тютюном, чому сприяють нижчі податки на ці товари у Великому Герцогстві Люксембург, ніж у сусідніх країнах. Частина дороги з Роданжу до французького міста Лонгві обабіч зайнята лише станціями технічного обслуговування та з продажу пального. Їх понад десять по обидва боки вулиці. Сюди щодня приїжджає багато іноземних клієнтів, переважно бельгійських та французьких, але також значна кількість вантажних автомобілів, що проїзджають транзитно.
Вигідні пропозиції банків Люксембургу, зокрема щодо банківської таємниці, також приваблюють значну кількість іноземців, які бажають скористатися цими послугами в різних філіях, встановлених у місті.

## Транспорт

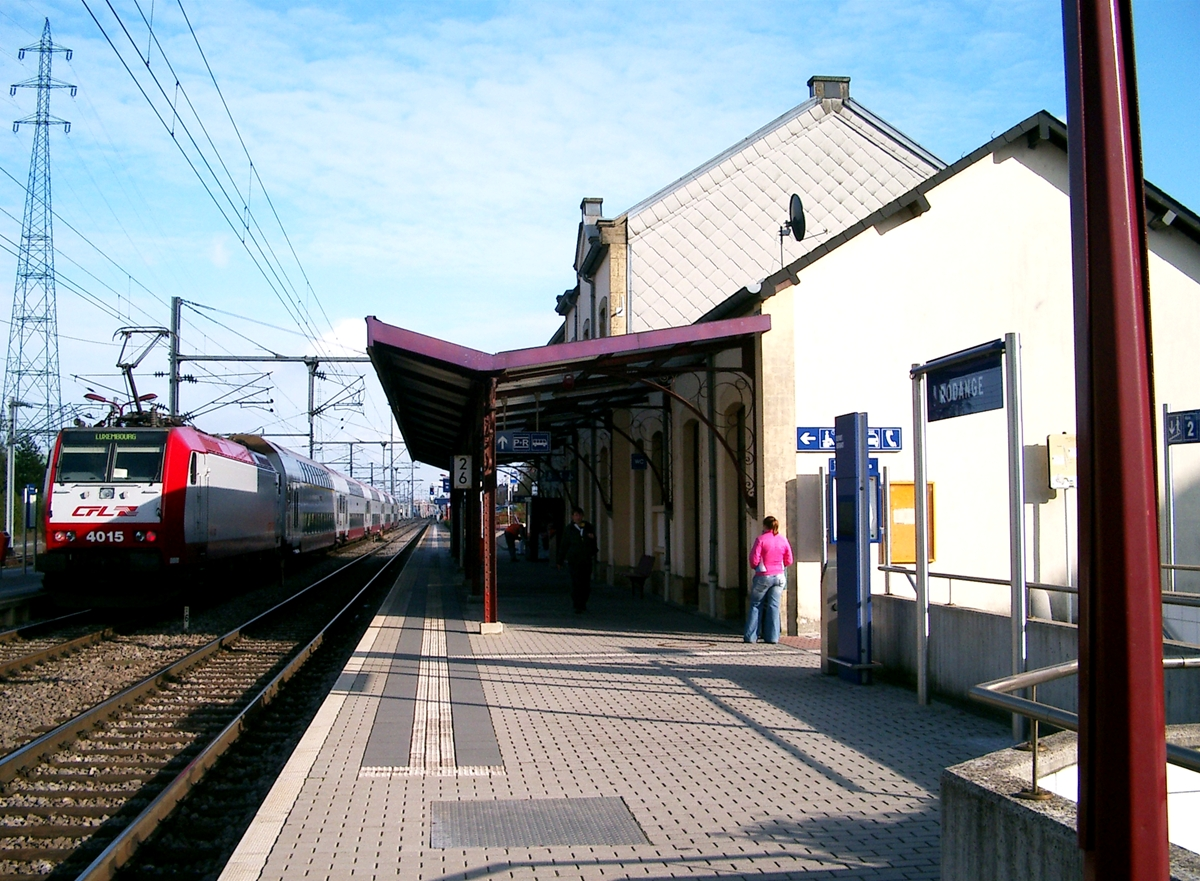
Залізнична станція Роданж.

У місті розташована залізнична станція «Роданж».
Через місто проходять автодороги до французького прикордонного міста Лонгві і бельгійського прикордонного міста Ату.

## Спорт
У місті є спортивний комплекс з басейном. Дах над басейном зроблено рухомим — за доброї погоди він відкривається, що дозволяє відвідувачам басейну перебувати просто неба.
Перший футбольний клуб у Роданжі було створено у 1907 році. У 1991 році виник футбольний клуб «Роданж 91», який з різним успіхом грав у вищому, другому, третьому дивізіонах національної ліги і з 2018 року знову повернувся до вищого дивізіону.

## Виноски
1. ↑  https://data.public.lu/fr/datasets/r/915d503f-62db-4a13-976c-57d78f0e97cb
2. ↑  Lëtzebuerger Uertsnimm. www.cpll.lu (люксемб.). CPLL - Conseil permanent de la langue luxembourgeoise. Архів оригіналу за 8 грудня 2020. Процитовано 29 листопада 2020. {{cite web}}: Недійсний |deadurl=dead (довідка)
3. ↑  Nombre habitants par localité (PDF). www.petange.lu (фр.). Commune de Pétange. 5 листопада 2020. Архів оригіналу (PDF) за 2 жовтня 2021. Процитовано 29 листопада 2020.